# Juan Manuel Gárate
Juan Manuel ("Juanma") Gárate Cepa (Irun, 24 april 1976) is een voormalig Spaans wielrenner die onder meer reed voor Belkin Pro Cycling.

## Biografie
De in Irun geboren Gárate werd prof in 2000 bij het Italiaans Lampre, waar hij helper was van Gilberto Simoni. Hij brak een jaar later door met een zevende plaats in de Ronde van Zwitserland, een twintigste plaats in de Ronde van Italië en een ritzege in de Ronde van Spanje. Toen Simoni het volgende seizoen naar een andere ploeg vertrok kon Gárate wat meer voor zijn eigen kansen gaan en won hij etappes in de rondes van Zwitserland en Trentino en werd vierde in de Giro. De volgende twee seizoenen haalde Gárate zijn oude vorm echter niet en een tiende plaats in de Giro van 2004 was zijn enige opvallende resultaat.
In 2005 ging Gárate voor het Spaanse Saunier Duval rijden, een overgang die hem geen windeieren legde. Hij werd vijfde in de Ronde van Italië en vervolgens ook nog Spaans kampioen.
In de winter van 2006 verhuisde hij naar de Belgische ploeg Quick·Step-Innergetic. In datzelfde jaar won hij de negentiende etappe in de Ronde van Italië. In die Giro won hij ook het bergklassement en werd hij knap zevende in het eindklassement.
Op 7 juli 2008 kreeg hij te horen dat zijn contract bij Quick-Step Innergetic niet verlengd zal worden. Daaropvolgend heeft de Spanjaard een 2-jarig contract getekend bij Rabobank, waar hij als luxeknecht voor de inmiddels naar een andere ploeg vertrokken Denis Mensjov heeft gefungeerd, en als klassementsrenner in andere wedstrijden. In zijn eerste grote wedstrijd als kopman, Parijs-Nice 2009, werd hij 14e in het eindklassement. Hij maakte deel uit van het trio Rabo-renners (samen met landgenoot Juan Antonio Flecha en Sebastian Langeveld) dat gezamenlijk in de aanval ging in de derde etappe. Later dat jaar won hij de 20e etappe in de Ronde van Frankrijk, door de Duitser Tony Martin na een lange ontsnapping te kloppen in een sprint-a-deux op de Mont Ventoux.
Juan Manuel Gárate is nu een van de weinige renners met etappezeges in de drie grote rondes.
In september 2013 bereikte Gárate een mondelinge overeenkomst over een nieuw contract bij Belkin Pro Cycling Team, waarbij hij 40% zou inleveren. Hij weigerde deze overeenkomst later echter te tekenen omwille van persoonlijke redenen. Belkin Pro Cycling Team besliste hierdoor om Gárate vanaf 6 februari 2014 niet meer op te stellen in wedstrijden en ook niet meer te betalen. Gárate spande hierop een rechtszaak aan tegen Belkin Pro Cycling Team, omdat die zijn vroegere verbintenis niet schriftelijk opgezegd had. Gárate verloor het kortgeding dat hij aanspande en de rechter besliste dat Gárate enkel in dienst kon blijven bij Belkin Pro Cycling Team als hij akkoord ging met het nieuw overeengekomen contract. Op 10 april 2014 tekende Gárate zijn nieuwe contract, waardoor hij terug deel uitmaakte van Belkin Pro Cycling Team. Hij verklaarde in de pers dat hij het contract aanvankelijk niet wilde tekenen uit protest tegen de behandeling van de Spaanse wielrenners in buitenlandse loondienst. Belkin Pro Cycling Team stelde hem dat jaar echter niet meer op waardoor hij in het seizoen 2014 geen enkele koerkilometer in de benen had. Op 18 december 2014 kondigde Garaté zijn afscheid als professioneel wielrenner aan.

## Belangrijkste overwinningen
2001
- 14e etappe Ronde van Spanje

2002
- 3e etappe Ronde van Trentino
- 7e etappe Ronde van Zwitserland

2005
- Spaans kampioen op de weg, Elite

2006
- 19e etappe Ronde van Italië
- Bergklassement Ronde van Italië

2009
- 20e etappe Ronde van Frankrijk

## Resultaten in voornaamste wedstrijden
| Jaar | Ronde van Italië | Ronde van Frankrijk | Ronde van Spanje |
| ---- | ---------------- | ------------------- | ---------------- |
| 2000 |                  |                     | 62e              |
| 2001 | 20e              |                     | 37e (1)          |
| 2002 | 4e               |                     | opgave           |
| 2003 |                  |                     | 69e              |
| 2004 | 10e              |                     | 23e              |
| 2005 | 5e               | 66e                 |                  |
| 2006 | 7e (1)           | 71e                 |                  |
| 2007 |                  | 21e                 | 30e              |
| 2008 | 37e              |                     | 15e              |
| 2009 |                  | 60e (1)             | 38e              |
| 2010 |                  | 34e                 | 46e              |
| 2011 |                  | opgave              | 66e              |
| 2012 | 59e              |                     | 42e              |
| 2013 | 31e              |                     | 71e              |

| Jaar | Luik-Bast.‑Luik | Ronde van Lombardije | Waalse Pijl | Clásica San Sebastián |  | WK op de weg |  | Wereldranglijsten |
| ---- | --------------- | -------------------- | ----------- | --------------------- |  | ------------ |  | ----------------- |
| 2000 |                 |                      |             | 128e                  |  |              |  |                   |
| 2001 | 89e             |                      |             |                       |  |              |  |                   |
| 2002 | 32e             |                      | 51e         |                       |  |              |  |                   |
| 2003 |                 |                      |             |                       |  |              |  |                   |
| 2004 | 20e             |                      |             |                       |  |              |  |                   |
| 2005 | 58e             |                      | 131e        |                       |  |              |  | 53e (UPT)         |
| 2006 | 50e             |                      |             |                       |  |              |  | 68e (UPT)         |
| 2007 |                 |                      |             | ↑                     |  |              |  | 75e (UPT)         |
| 2008 |                 |                      |             | 30e                   |  | opgave       |  | 65e (UPT)         |
| 2009 | opgave          |                      | 57e         |                       |  | opgave       |  | 124e (UWK)        |
| 2010 |                 |                      |             | 54e                   |  | opgave       |  | 192e (UWK)        |
| 2011 | 49e             |                      |             |                       |  | 83e          |  |                   |
| 2012 |                 | opgave               |             |                       |  |              |  |                   |
| 2013 |                 |                      |             |                       |  |              |  |                   |

## Ploegen
- 1995-Iberdrola
- 1996-Iberdrola
- 1997-Iberdrola
- 1998-Iberdrola
- 1999-Iberdrola-Loina
- 2000-Lampre-Daikin
- 2001-Lampre-Daikin
- 2002-Lampre-Daikin
- 2003-Lampre
- 2004-Lampre
- 2005-Saunier Duval-Prodir
- 2006-Quick Step
- 2007-Quick Step
- 2008-Quick Step
- 2009-Rabobank
- 2010-Rabobank
- 2011-Rabobank
- 2012-Rabobank
- 2013-Belkin Pro Cycling [a]
- 2014-Belkin Pro Cycling

1. ↑  Tot de Ronde van Frankrijk heette de ploeg Blanco-Pro Cycling Team, maar na het aantrekken van Belkin als hoofdsponsor werd de naam veranderd.